# Geležinis Vilkas

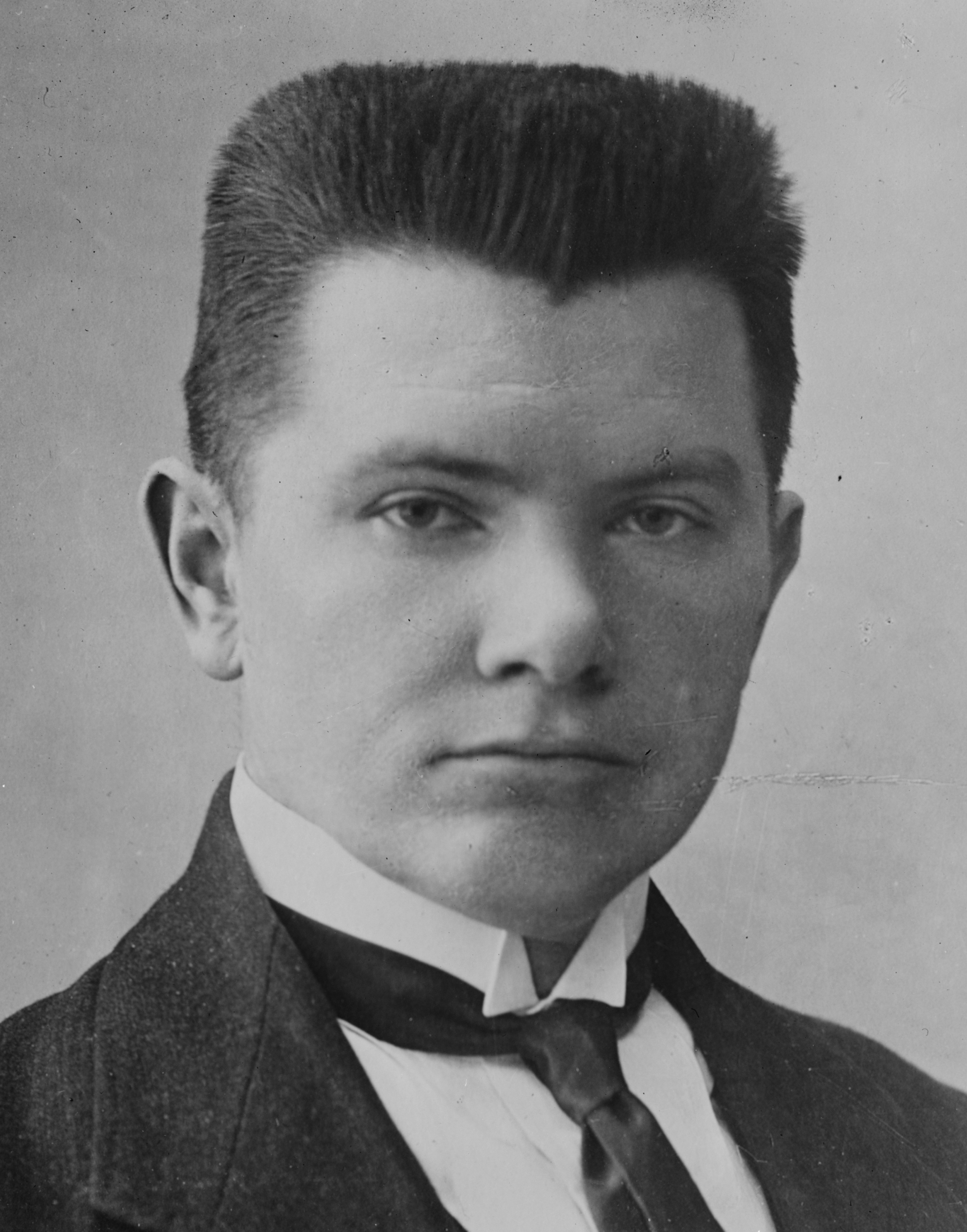
Augustinas Voldemaras

Geležinis Vilkas (Lobo de Hierro) fue el nombre del movimiento fascista lituano Se formó en 1927 y fue liderado por Augustinas Voldemaras. Disponía de una sección violenta (Tautininkai), que se empleaba contra sus enemigos políticos. Fue prohibido en 1930 y en 1934 intentó un golpe de Estado contra el presidente Antanas Smetona, de tendencia autoritaria y anteriormente presidente honorario de ese mismo movimiento. En 1938 Voldemaras se exilió. Durante la ocupación alemana en la Segunda Guerra Mundial, muchos dirigentes de Lobo de Hierro colaboraron con los ocupantes.